# Brasiliens herrlandslag i ishockey
Brasiliens herrlandslag i ishockey (portugisiska: Seleção Brasileira de Hóquei no Gelo Masculino) representerar Brasilien i ishockey på herrsidan. Första landskampen spelades i Mexico City den 2 mars 2014. Brasilien åkte på stryk med 0-16 mot Mexiko.

### Fotnoter
1. ↑  ”Ice Hockey in Brazil” (på engelska). Nationalteamsoficehockey. https://www.nationalteamsoficehockey.com/brazil/. Läst 22 oktober 2020.